# Згорња Речица
Згорња Речица (словен. Zgornja Rečica) је насељено место у општини Лашко, Савињска регија, Словенија.

## Историја
До територијалне реорганизације у Словенији била је у саставу старе општине Лашко.

## Становништво
У попису становништва из 2011. године, Згорња Речица је имала 419 становника.
| Број становника према пописима | Број становника према пописима | Број становника према пописима |
| ------------------------------ | ------------------------------ | ------------------------------ |
| 1991                           | 2002                           | 2011                           |
| 464                            | 452                            | 419                            |

Напомена: Године 1984. настала поделом некадашњег насеља Речица на два нова самостална насеља Згорња Речица и Сподња Речица.